# صندوق عدة

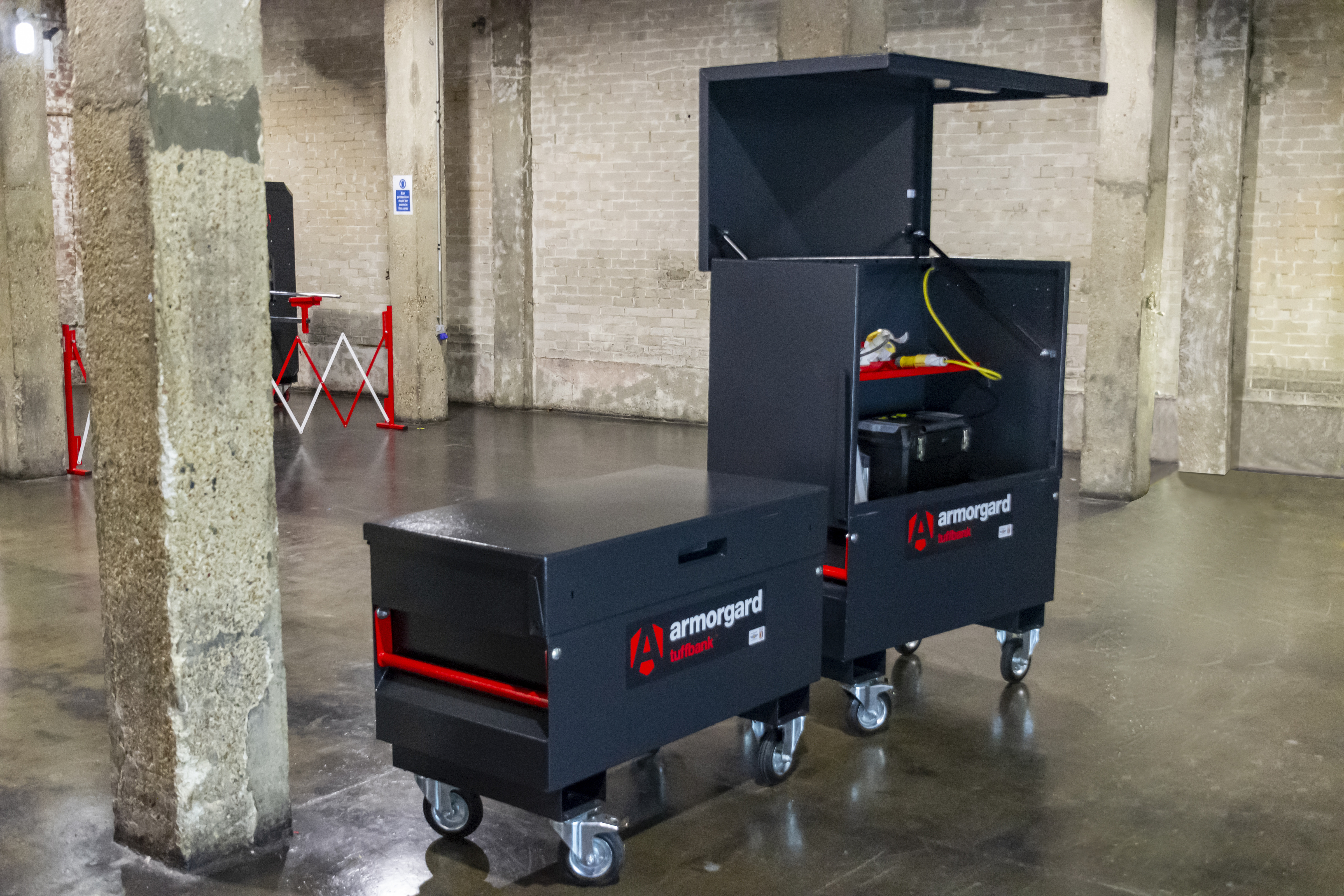

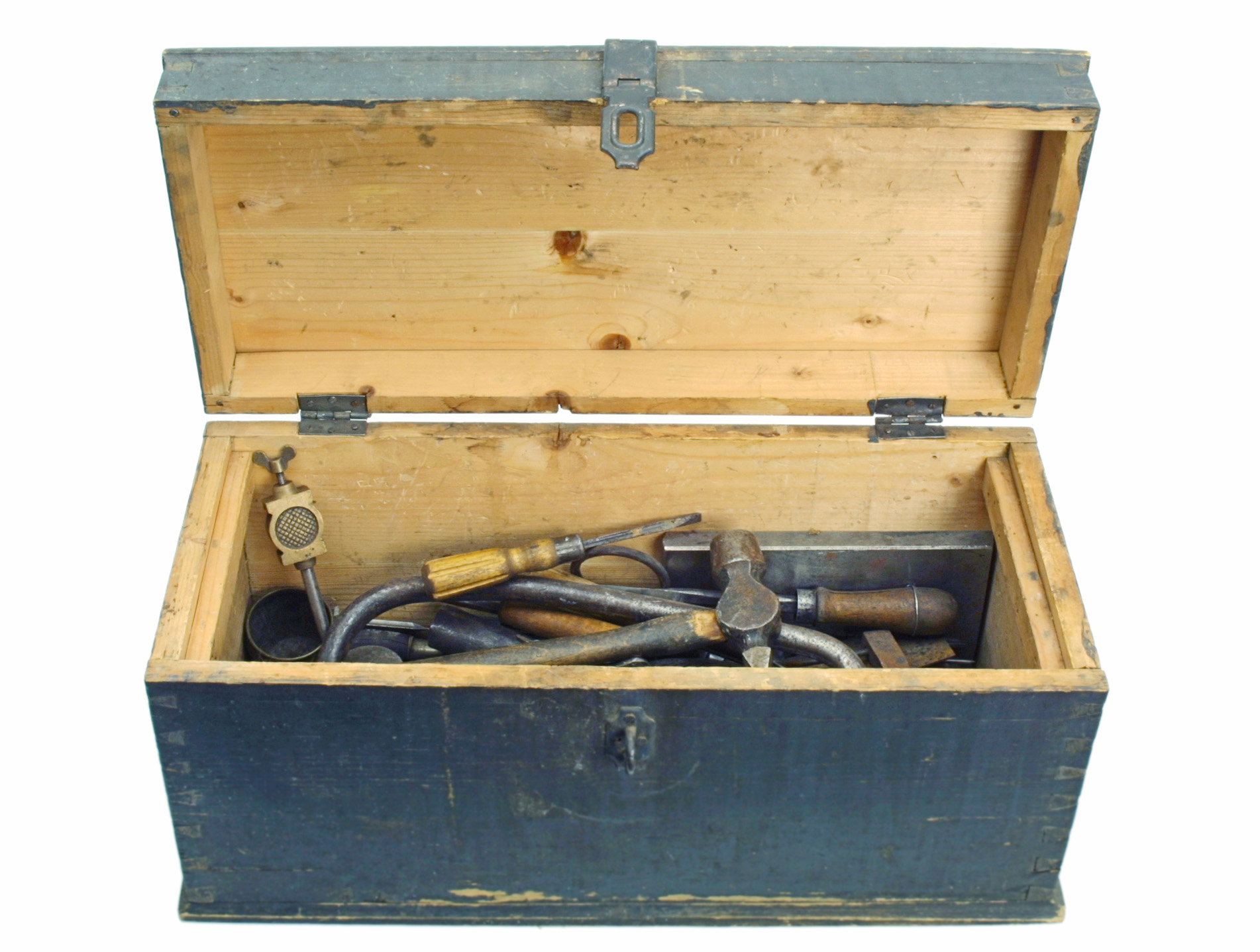
صندوق عدة خشبي بسيط

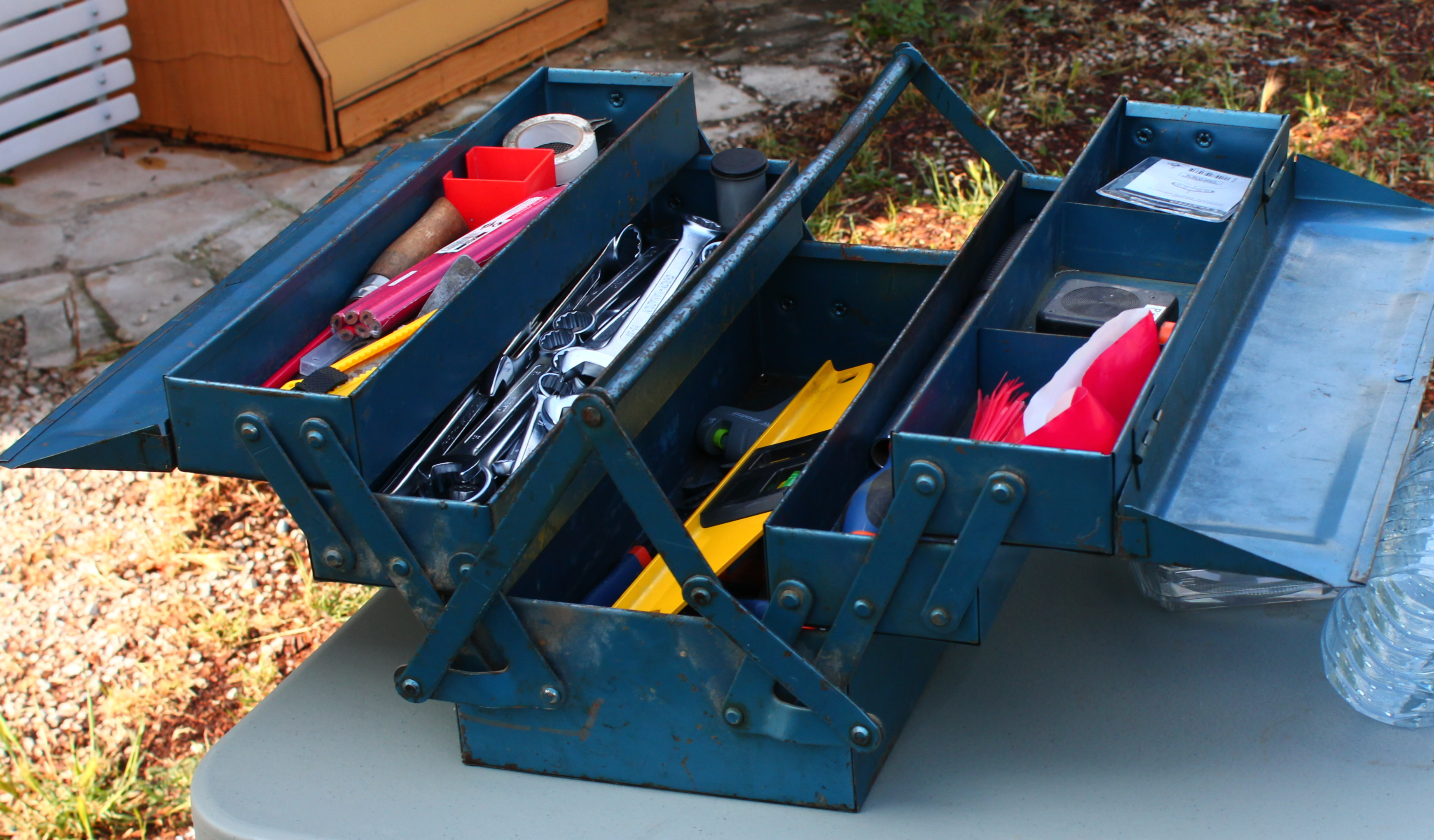
صندوق أدوات الكابولي

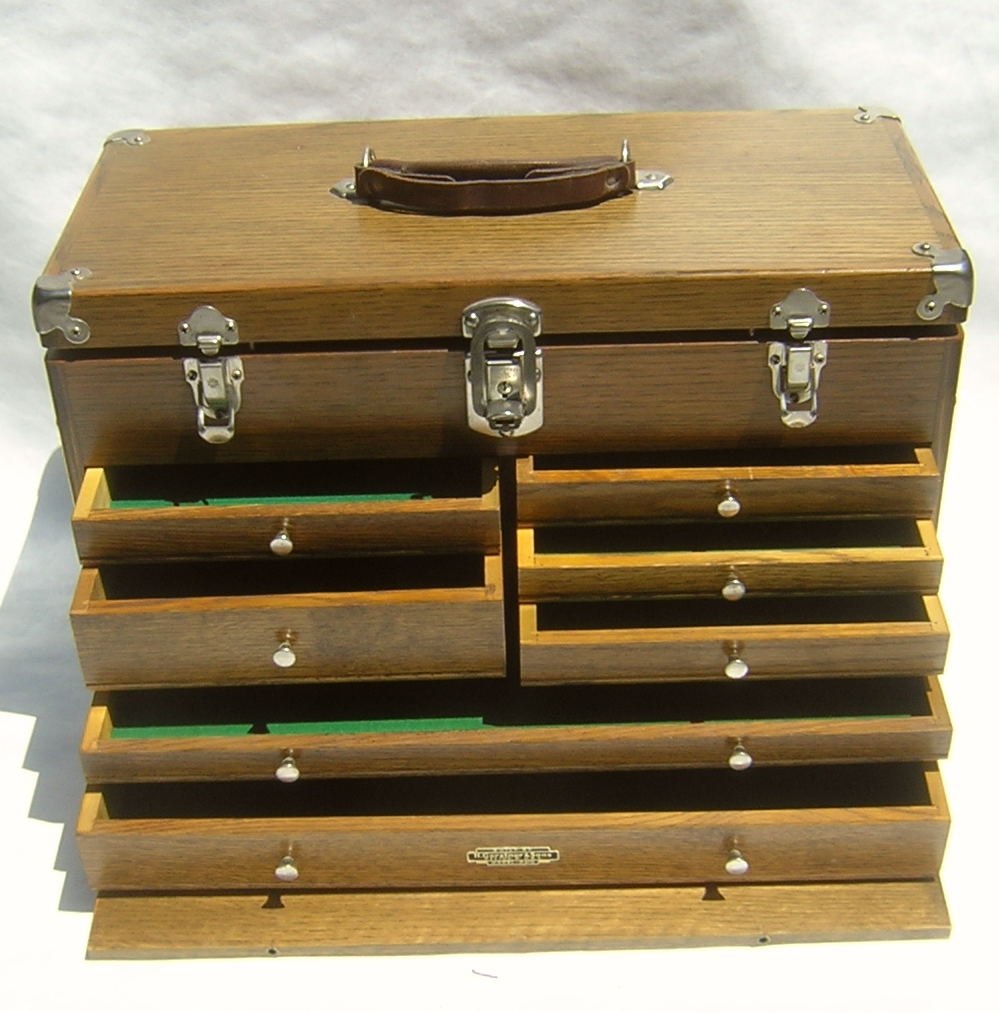
صندوق محمول بمقبض للحمل

صندوق العدة أو صندوق الأدوات هو صندوق لتنظيم أدوات المالك وحملها وحمايتها. يمكن استخدامها للتجارة أو هواية أو افعلها بنفسك ومحتوياتها تختلف باختلاف الحرف.